# Emilio Notte
Emilio Notte (Ceglie Messapica, 30 gennaio 1891 – Napoli, 7 luglio 1982) è stato un pittore italiano, esponente del movimento futurista.

## Biografia
Suo padre Giovanni era di Marostica e sua madre Lucinda Chiumenti Fincati era di Vicenza. I suoi genitori giungono a Ceglie, per motivi di lavoro - Giovanni è un funzionario del Ministero del Bollo. Per analoghi motivi la famiglia si sposta prima a Lagonegro, poi a Serino (qui nacque, nel 1896, la sorella Teresa Sacchi Notte) a Bovino, infine a Sant'Angelo dei Lombardi, dove Emilio Notte frequenta il ginnasio e il liceo nel locale Seminario, dimostrando però un precoce talento artistico. Nel 1906 la famiglia decide di inviare il giovane Emilio a Napoli, dove viene accolto da Vincenzo Volpe, succeduto a Domenico Morelli nella direzione dell'Accademia di Belle Arti. Nel 1907 la famiglia si trasferììsce a Prato, cosicché Notte può completare gli studi all'Accademia di belle arti di Firenze.
Suo maestro a Firenze è Adolfo De Carolis, ma egli frequenta anche lo studio del vecchio Giovanni Fattori, la cui poetica gli è più congeniale. Tra Firenze e Prato germogliano per Notte interessanti amicizie: col futuro architetto Giovanni Michelucci, col pittore Attilio Cavallini, con Plinio Nomellini e Galileo Chini, i quali lo introducono nel gruppo della “Giovine Etruria”. Presso lo studio di De Carolis conosce anche Gabriele D'Annunzio. Soprattutto, a Prato, Notte si lega con un'amicizia profonda al poeta e saggista lacerbiano Bino Binazzi, che gli presenta Curzio Malaparte, Dino Campana e Ardengo Soffici. Quest'ultimo è un incontro decisivo.

### La stagione simbolista e post-impressionista
Negli anni della formazione Notte è già un artista riconosciuto: appena ventunenne approda con due opere, Le parche e Feticismo (Gli idolatri), alla X Biennale di Venezia. Notte, nel 1913, entra nell'ambiente pistoiese de “La Tempra” di Renato Fondi, rivista di "indipendenza assoluta".
A Firenze Notte inizia a frequentare i lacerbiani, che si incontrano nel “Giubbe Rosse” e al “Pazkowsky”. Soffici, durante la storica serata futurista, al Teatro Verdi, lo presenta a Boccioni, a Marinetti e a Carrà. Conosce Giuseppe Landsmann (Lucio Venna), che diventerà suo allievo e amico. A Firenze Notte frequenta anche Papini, Prezzolini, Settimelli, Magnelli, Pettoruti e Aldo Palazzeschi, la cui amicizia durerà per tutta la vita. Dipinge in questi anni le grandi tele Gli idioti, L'orfana, I vecchi, Il pranzo funebre, Il consolo, Manichino nero, Contadini, Le maschere e Le beghine - acquistata dalla Galleria d'Arte Moderna di Roma - titolo, quest'ultimo, che è una citazione di Le beghine di Aldo Palazzeschi, poesia nella raccolta L'incendiario.
Dipinge anche La Gioconda, in occasione del clamoroso ritrovamento a Firenze del capolavoro leonardesco, trafugato dal Louvre; però si tratta del ritratto ironico di una mesta paesana, un'opera che sfida il mito leonardesco, in anticipo rispetto a Duchamp e a Dalì. Altra opera importante del periodo post-impressionista e simbolista di Notte è Il soldo, vincitore del Concorso Baruzzi, ora alla Galleria d'Arte Moderna di Bologna. In questo periodo si susseguono le esposizioni e i riconoscimenti, dalla personale a Firenze nel “Lyceum”, alla partecipazione a due edizioni della Secessione Romana, nella sala curata da Plinio Nomellini e da Galileo Chini, alla vittoria del premio Ussi di Firenze, con I vecchi, attualmente a Palazzo Pitti.

### Il periodo futurista a Firenze
Alla fine del 1914 Notte aderisce al movimento futurista fiorentino, ed è l'inizio di una intensa stagione di scambi intellettuali con Emilio Settimelli, Mario Carli, Mario Rivosecchi, Eva Khun e con Arnaldo Ginna (Arnaldo Ginanni Corradini), che gli sarà amico per tutta la vita e del quale eseguirà nel 1917 un ritratto futurista polimaterico, benché fra i due sussista una divergenza di concezioni estetiche (Notte è contrario all'astrattismo in pittura, tant'è che con Vènna, nel 1916, elabora un manifesto futurista anti-astrattista, per contestare l'astrattismo di Ginna, di Magnelli e di Pettoruti).
Notte, benché futurista, non ama la retorica bellicista, tant'è che dedica al tema della guerra numerosi quadri intrisi di dinamismo plastico, ma dove la figura del soldato appare in tutta la sua umanità sofferente. Tra questi spiccano Sotto le armi del 1915, Ritratto di un commilitone in divisa di artigliere (per un certo periodo erroneamente attribuito a Boccioni), La distribuzione del pane (esposto nella galleria Ca' Pesaro nel 1919) e Soldato e sentinella. Del resto, anche Boccioni, interventista e volontario in guerra, fu contrario alla retorica bellicista in arte, e lo scrisse. Contemporaneamente Notte si cimenta con le tavole parolibere, pubblicando tra l'altro su “L'Italia Futurista” Natura morta = Venezia, che Paolo Buzzi, nell'articolo I giovani poeti e la guerra considera fra i migliori esempi di parole in libertà. Il suo antibellicismo non lo dispensa dalla chiamata alle armi. Margherita Sarfatti, in La fiaccola accesa (pubblicato nel 1919, ma redatto nel 1916), annotava: “La giovane generazione è al campo. Difende oggi con il fucile e con il cannone la gloria che verrà […] si chiamano Carpi, Carrà, Russolo, Sironi, Notte, Funi, Oppo, Spadini, Martini e molti altri”.
Così, anche Notte sopporterà venti mesi di trincea, combattendo tra l'altro sul Carso, dove viene ferito. Ricoverato presso l'ospedale militare di Bologna, conosce e frequenta Giorgio Morandi. Tuttavia, la poetica di Notte futurista è sempre più legata all'osservazione della vita popolare. Il suo dinamismo plastico gli fornisce anzi l'ideale chiave formale per sottolineare che un mondo sta per concludersi, perché investito dal tornado della modernità, come si evince da tre suoi perduti dipinti futuristi di disastri ferroviari, molto notati dalla critica dell'epoca, e ancor più dalla serie delle piazze, luoghi di incontro e di scambio per definizione. Tra queste Piazza Battistero a Firenze, il grande pannello Piazza, attualmente alla Pinacoteca Civica di Brescia, Piazza Mercatale e La strada bianca, acquistato dal Re, alla Mostra del Soldato del 1917 e primo quadro futurista entrato nella Collezione Savoia del Quirinale. Notte futurista, come Soffici, Rosai, Conti (che affettuosamente gli dedicherà la poesia Traiettoria con giardino nel suo volume “Imbottigliature”) e altri fiorentini, non sposa l'estetica della macchina, e quando dipinge oggetti meccanici, come la locomotiva, li interpretata in chiave catastrofica e pessimista.
Così come è importante la notazione della sua tendenza a “raffreddare il futurismo nel cubismo”, annotata da Filippo de Pisis, in un articolo del 1921 su Il Momento di Roma ed evidente in opere come La carrozzella del 1915, Vento e lavandaie e Girotondo del 1916, Facchino e donna, Carretto, Sterratori, L'aratro e Popolane del 1919, Ragazze sul prato a Milano del 1920, Cacciata di casa del 1920 (esposta alla XII Biennale di Venezia); tutti soggetti umili, che richiedono un attento equilibrio, tra la rappresentazione del tempo ciclico della vita contadina e quello accelerato e instabile della civiltà meccanica che vi subentra. Non a caso questa posizione è rimarcata da Notte su “L'Italia Futurista” nel manifesto futurista Fondamento Lineare Geometrico, firmato con Lucio Venna. Sempre su “L'Italia Futurista” Notte pubblica in prima pagina il disegno Piazza d'Armi – Sintesi geometrica, proprio nello stesso numero dove compaiono i nomi ufficiali dei componenti del Gruppo Pittorico Futurista di Firenze: nell'ordine Baldessari, Conti, Ginna, Lega, i fratelli Vieri e Neri Nannetti, Notte, Rosai, Spina, Venna e Settimelli.

### Il periodo futurista a Milano
Agli inizi del 1918 Notte si trasferisce a Milano, attratto dalla città dell'industria e del commercio, ma anche dal fatto che essa è la sede centrale del movimento. Qui è in ottimi rapporti con Marinetti, tanto che quest'ultimo, progettando il varo del periodico “Roma Futurista”, annota nei suoi taccuini il nome del pittore, in una lista di artisti ed eventi che devono comparire nei primi numeri. Notte è poi assiduo del salotto di Margherita Sarfatti, ma frequenta soprattutto Sironi, Carrà e Arturo Martini, che è con Lucio Venna a Rovenna. Conosce anche Severini e si lega d'amicizia a Russolo, e poi a Leonardo Dudreville, Funi, Bucci, Serrati, Ada Negri e ad Armando Mazza. Si scontra anche con Mussolini che, geloso della Sarfatti, sospetta in lui un rivale.
Oltre a Ragazze sul prato a Milano, opere di questo periodo sono Soldato e sentinella, Mercato, Tre soldati italiani (oggi al Museo del Novecento di Milano), varie nature mostre sperimentali (notate in un articolo da Roberto Longhi), Bambina a tavola, Donne veneziane, Vecchia che mangia e Fruttivendola, queste ultime andate perdute, ma segnalate da Orio Vergani, in un articolo del 1919, e tutte esposte in quell'anno nella personale “Post-impressionista e futurista”, presentata da Margherita Sarfatti e inaugurata da Marinetti, esposizione replicata in giugno a Roma, presso la Casa d'Arte Bragaglia.
Durante il soggiorno milanese Notte moltiplica i suoi interessi, pubblica disegni sull'ebdomadario “I Nemici d'Italia” di Armando Mazza e su Cronache d'attualità di Anton Giulio Bragaglia, illustra copertine di libri per Facchi, l'editore vicino ai futuristi; poi, grazie a Marinetti, collabora assiduamente a “Roma Futurista”. A Milano frequenta soprattutto Fedele Azari, Luigi Russolo, Cantarelli, Fiozzi, Dessy, Eva Kühn, cosicché si trova inserito nel circuito dei dadaisti italiani, pubblicando disegni sulla rivista dadaista “Procellaria”. Invitato da Prampolini, partecipa all'Esposizione Futurista di Ginevra, ma su “Poesia”, diretta da Dessy, pubblica in tricromia L'arrotino, che appare come un commiato dall'avanguardia marinettiana. Nel 1920, a Milano, dall'unione con la cantante lirica Ines Dell'Armi, nasce la figlia Adriana.

### Dal “ritorno all'ordine” al realismo magico

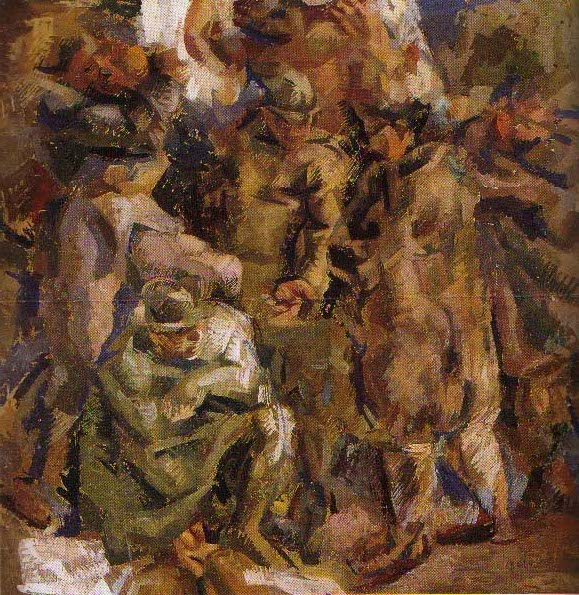
Emilio Notte, La distribuzione del pane, 1919

Il 1920 segna per Notte l'avvicinamento a Novecento, evidente già nelle opere presentate nella mostra dei “Dissidenti” di Ca' Pesaro alla veneziana Galleria Geri-Boralevi, dove espone con Arturo Martini, Casorati, Gino Rossi, Semeghini e Marussig, e ancor più nella personale alla Primaverile fiorentina del 1922, curata da Sem Benelli. Nelle opere coeve, come Mercato o L'arrotino, il futurismo si raffredda in una sintesi che richiama i moduli quattrocenteschi, ma anche il ripensamento della pittura veneziana del settecento, con la quale si confronta per alcuni anni, prima di tornare alla sperimentazione.
Nel 1923, Notte vince il concorso per la cattedra di Pittura, presso il Liceo Artistico di Venezia, e qui ha per allievi Afro e Mirko Basaldella. È l'inizio di una lunga carriera didattica, che lo condurrà nel 1924, dopo la vittoria del “Pensionato Nazionale”, a Roma, dove insegnerà Figura disegnata alla Scuola Libera del Nudo, dell'Accademia di Belle Arti: tra i suoi allievi c'è anche il giovane Scipione. A Roma Notte frequenta Arturo Martini, Marino Marini, Ercole Drei, Ferruccio Ferrazzi, Attilio Torresini, Carlo Socrate (che vive nello stesso palazzo) e il Direttore Generale delle Belle Arti Arduino Colasanti.
Assiduo del caffè Aragno e dell'ambiente di villa Strohl-Fern, Notte vi incontra Longhi, Giacomo Balla, ma soprattutto Massimo Bontempelli, che influenza le sue scelte estetiche, inducendolo a reinterpretare a modo suo le atmosfere del realismo magico, com'è evidente in Tre allieve nello Studio, del 1928 e in Lo scolaro del 1930: un'influenza già avvertibile nel vasto e complesso affresco sul tema delle arti e dei mestieri che nel 1928 egli esegue a Villa d'Este (Tivoli), o ne La fruttivendola, esposto alla Biennale di Venezia del '28.

### Il trasferimento a Napoli
Notte vince nel 1929 la cattedra di Decorazione all'Accademia di Napoli, ma continua a risiedere a Roma fino alla fine del 1936. È un periodo difficile. Notte, che è sempre stato socialista, non svolge attività politiche evidenti; ma le sue opere degli anni Trenta si caricano di allusioni ironiche, che intendono minare la retorica di regime e i suoi valori. E poi egli all'Accademia di Napoli acquisisce un grande ascendente sugli allievi e diventa l'unico punto di riferimento in un panorama artistico arretrato.
Nelle opere di quegli anni Notte esplora la dimensione psicologica dei personaggi, da quelli celebri come Salvatore Quasimodo, del quale esegue il ritratto (oggi nella Collezione della Banca d'Italia) ai familiari (per esempio La famiglia, Il vestito della sposa, In giardino, esposto alla Biennale di Venezia del 1928) a quelli ancora una volta umili, popolari, come Soldati che giocano alla morra, presentato alla I Quadriennale di Roma e attualmente nel patrimonio della Casa Madre dei Mutilati e Invalidi di Guerra. E poi si segnala in questo periodo il suo lavoro introspettivo sull'esercizio dell'insegnamento, dunque sul significato della cultura, della storia, delle innovazioni. Sono tributi al valore intrinseco della trasmissione e dell'accrescimento dei saperi, delle esperienze, che costituiscono un atto di resistenza a qualunque disciplina omologante. Infatti, l'applicazione davanti al cavalletto si traduce in scene che fissano i gesti di una liturgia più vasta, più profonda delle intenzioni degli individui che vi partecipano.
Per questi motivi nell'Accademia di Belle Arti di Napoli la presenza di Notte è mal tollerata dal corpo docente. Anche perché nell'imperante morellismo di maniera che vi domina la sua didattica diffonde il vento delle avanguardie italiane ed europee. Se pure in polemica col movimento marinettiano, egli non ha mai tagliato del tutto i ponti con l'ambiente futurista, tant'è che nel 1932 firma il “Manifesto futurista per l'architettura di Bologna nuova”. Però a Napoli il corpo docente reagisce con veemenza, relegando il pittore “futurista” in un pesante isolamento, ostilità che fomenterà vari attacchi sulla stampa. Intanto, fin dalle opere presentate alla Biennale di Venezia del 1936 e alla II e III Quadriennale di Roma Notte inizia a confrontarsi con il fascino di Renoir, ma filtrando la lezione del maestro francese in un cromatismo più scarno ed essenziale, dove il piacere di esplorare la materia pittorica è trattenuto, per dare risalto alla severità dei soggetti, come nel dipinto Autoritratto con allievi presentato al Secondo Premio Bergamo del 1942 o come nelle trenta opere esposte nella sua sala personale alla Biennale di Venezia dello stesso anno.
Un rigore che mitiga e talvolta spegne la sensualità cromatica delle atmosfere impressioniste e che meglio si adatta ai soggetti nottiani, spesso ironici nei titoli. Ad esempio, Carnevale, che è una scena dolente, benché dedicata alla festività dello scherzo e dell'eccesso. Un rigore che sfiora la solennità, come nel grande affresco antiretorico dedicato al mito di Enea secondo Virgilio, che l'artista esegue nel 1938 a Napoli, nel Salone d'Onore del Palazzo degli Uffici della Triennale delle Terre d'Oltremare e del Lavoro d'Italia. Durante l'occupazione tedesca Notte rischia più volte la vita organizzando rifornimenti di armi e di munizioni per i gruppi partigiani, ma torna sul tema della guerra anche da artista, per esempio nella serie di disegni eseguiti durante i bombardamenti aerei che a Napoli si susseguono dal 1941 al 1944.
La Galleria dell'Accademia di belle arti di Napoli possiede queste opere di Emilio Notte. Ritratto di Costanza Lorenzetti, 1891, olio su tela, 55x67,5 cm, Comunicanda, 1941, olio su tela, 99x124 cm e Composizione, 1958, olio su tela, 101,5x126 cm.

### Il periodo postbellico

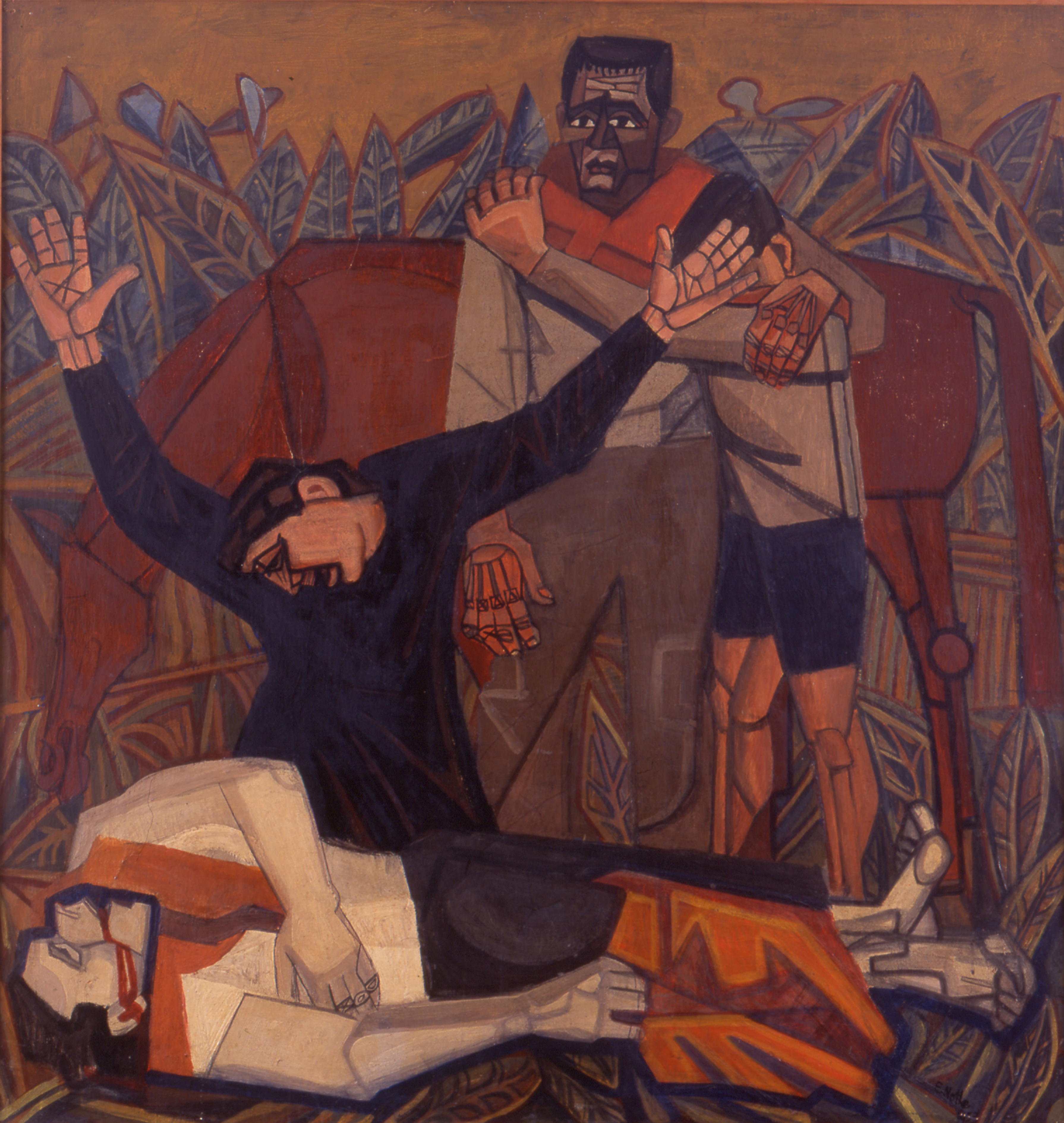
Emilio Notte, La strage di Melissa, 1953

Nell'immediato dopoguerra Notte, che nel frattempo ha ottenuto la cattedra di Pittura e anche la direzione dell'Accademia di Napoli, continua a sopportare l'ostilità dell'ambiente artistico partenopeo, ma qualcosa è cambiato. Intanto perché egli è confortato dall'amicizia di personaggi di spicco, dallo storico dell'arte Raffaello Causa (che tra l'altro, scrive che con Notte “[…] comincia la pittura moderna di Napoli”) al filosofo Cleto Carbonara al matematico Renato Caccioppoli, e dall'archeologo De Franciscis al pittore e politico Maurizio Valenzi, che sarà poi sindaco di Napoli; inoltre nell'Accademia Notte è un maestro riconosciuto, che apre alla sperimentazione più ardita. Un prestigio certo alimentato anche dalla costante partecipazione alle Biennali di Venezia, alle Quadriennali di Roma e a innumerevoli altre manifestazioni di quei decenni; ma una reputazione che gli deriva soprattutto dal rapporto con gli allievi, che sono attratti dalla sua didattica, aperta a ogni novità; tant'è che dalla scuola di Notte usciranno nomi rilevanti del panorama delle neoavanguardie: tra gli altri Carlo Alfano, Franco Palumbo, Guido Biasi, Mario Colucci, Eduardo Palumbo, Lucio Del Pezzo, Mimmo Jodice, Mimmo Rotella, Vincenzo Romano Salvia, Luigi Malice.
Gli anni Cinquanta segnano per Notte l'inizio del ritorno formale al post-cubismo e al futurismo ma, come scrive Enrico Crispolti, con la netta tendenza “… a recuperare la dimensione della sintesi arcaica, come si evince in tutti i dipinti, dalla Maternità del 1953 alle maschere, agli arlecchini a Gli acrobati stanchi, fino alla Strage di Melissa (1953). Una scelta che si svilupperà ulteriormente negli anni Sessanta in una sintesi ancora maggiore, che lambisce l'astrazione”.
Sono spesso opere di grandi dimensioni, in cui l'artista insiste sull'esperienza del dolore individuale e collettivo, sulla noia, sulla rassegnazione, sull'ineluttabilità del destino, come ad esempio nei Saltimbanchi, nei Giocolieri, nei Mendicanti e nel già citato La strage di Melissa, dedicata all'uccisione dei contadini nelle terre occupate in Calabria.
L'altro tema dominante, continuamente riproposto in tele impegnative e di grandi dimensioni, riguarda il lavoro in quanto assillo ma anche riscatto per ogni uomo. E sulla centralità del lavoro nella formazione civile degli individui Notte insiste perfino in opere di soggetto religioso, come nella grande pala d'altare che raffigura San Giuseppe operaio, eseguita nel 1953 per la nuova Chiesa di Don Bosco, nel quartiere San Paolo di Roma; ma anche in Pastori sulla spiaggia di Nola, in Contadini e nel grande Corteo del Primo maggio, attualmente ubicato nell'ex federazione napoletana dei Ds: una sfilata di contadini, operai, artigiani, intellettuali, uomini e donne di ogni età, alla testa dei quali il pittore colloca se stesso (ma si riconoscono anche i ritratti di Luciano Lama e del giovane Andrea Geremicca). Nel 1958, dall'unione con l'ex allieva Maria Palliggiano (cui è dedicato il film Ossidiana) nasce il figlio Riccardo.

### Il periodo di “Vulcano” e il periodo “delle pietre”

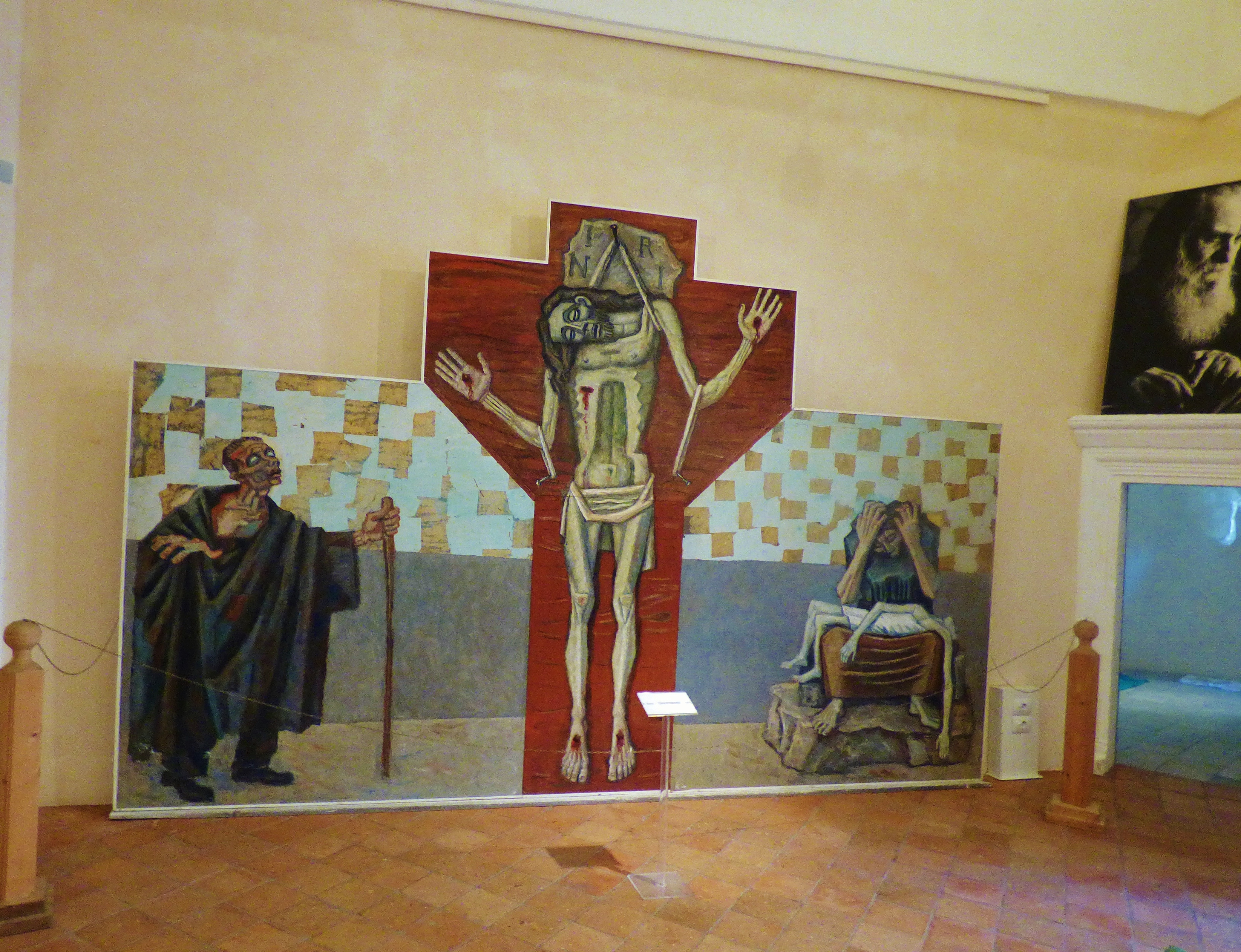
La Crocifissione n° 2, Castello Ducale di Ceglie Messapica, pinacoteca comunale dedicata all'artista

Negli anni Sessanta la pittura di Notte vira in direzioni più filosofiche, perfino ermetiche, come nella serie dei quadri “neri” del “periodo di Vulcano”, ispirati alle solitarie atmosfere delle isole Eolie, dove l'artista trascorre lunghi soggiorni, e successivamente nella serie dei quadri “bianchi” del “periodo delle pietre” (1965-1974); tra questi I ragazzi e la pietra, Pianto di Edipo, Il sogno di Giacobbe e Morte dell'eroe. Ma tali meditazioni sulle atmosfere interiori, probabilmente influenzate dalle contemporanee frequentazioni di personaggi del mondo letterario, da Carlo Levi a Eduardo De Filippo (del quale eseguirà il ritratto), da Michele Prisco a Eugenio Montale (illustrerà una sua raccolta di poesie), sono interrotte dall'entusiasmo per le imprese spaziali, alle quali Notte dedica innumerevoli “frammenti”, di impianto futurista, così chiamati per la loro forma irregolare, che potrebbero essere definiti come l'evoluzione dell'aeropittura nell'“astropittura”. Tra questi Intorno alla Luna, Terra-Luna, Sbarco sulla Luna.
Dagli anni Sessanta in poi la sua visione drammatica della vita esplode in una serie di tele di grande respiro, spesso allegoriche, come La strage dei pionieri del 1974, o come la grande Crocifissione n° 1 del 1971, sintesi tra futurismo ed espressionismo, e la grande Crocifissione n° 2: opere complementari, perché mentre nella prima Gesù è raffigurato vivente e straziato, e tutta la composizione si concentra sulla tensione del corpo e del volto, nella seconda il corpo di Cristo è disteso nell'inerzia della morte, i colori sono meno lividi, mentre il fondale è costruito da una quadrettatura a foglia d'oro, alla maniera bizantina e trecentesca, con evidenti allusioni alla vittoria della luce spirituale sulla dolorosa oscurità della carne.